# 妙因寺
妙因寺，位于中国吉林省松原市前郭尔罗斯蒙古族自治县，是一座藏传佛教格鲁派寺院。

## 历史
妙因寺位于查干湖畔。建成于清朝乾隆二十年（1755年），是郭尔罗斯前旗“沙卜隆”云丹扎木苏活佛为庆贺乾隆帝寿辰而建。当时报清朝理藩院，获赏赐满文、蒙古文、藏文、汉文四种文字“妙因寺”匾额一块。
后来该寺几经修建，到清朝末年福兴寺因为年久失修迁来后，此处形成了由佛堂、经堂、活佛斋院、北仓、东仓、西仓等建筑组成，共计五百余间房屋的大型建筑群。佛堂、经堂均为81间大殿，共三层。一为平顶，藏式建筑，为妙因寺喇嘛使用；一为大屋顶，汉藏结合式建筑，为福兴寺喇嘛使用。两殿各为一院，有院墙相隔，院外围以高墙。
寺前为山门殿，门前有红、黄二匹泥塑的马，殿内供奉关帝伽蓝护法，左侧关平，右侧周仓。活佛斋院位于佛堂、经堂的后院，为二层平顶小楼，内有小佛堂以及活佛起居室，二楼藏经。北仓为总管喇嘛主持，负责活佛斋院及全寺的经济管理，收地租及布施，管理寺院下属的佃户、车马、畜群及两寺的支出等等。西仓、东仓由两寺的“扎甫”大喇嘛主持，分别负责妙因寺、福兴寺的宗教活动、法会、喇嘛管理等事。
清朝宣统年间编的《郭尔罗斯前旗报告书》载，“妙因寺内住扎甫喇嘛一人，度牒喇嘛二十四人，小喇嘛二十七人，庙地六百零五垧，由公爷府岁给香资钱一百吊。附近的福兴寺，因庙宇倒塌，无力重建，所有喇嘛移于妙因寺。并有扎甫喇嘛一人，度牒喇嘛十四人，小喇嘛十六人，庙地三百三十垧，由公爷府岁给香资钱一百吊。”两寺合共有喇嘛近百人，庙地近千垧。
清朝宣统二年（1910年）哲里木盟盟长兼郭尔罗斯前旗扎萨克辅国公齐默特色木丕勒报给理藩院关于“京外各呼图克图诺们罕绰尔济班第”报告中记载，乾隆二十年（1755年）前，郭尔罗斯前旗扎萨克一等台吉阿拉布坦（乾隆二十年袭扎萨克，乾隆六十年卒），将呼图克图的徒弟“沙布隆”云丹扎木苏请到该旗，为庆祝乾隆帝寿辰而化缘兴建妙因寺，建成后住寺，成为郭尔罗斯前旗活佛。同时期，报经理藩院，“被纳入（京师）六十呼图克图值班”，“参加洞礼经值班”。洞礼经班是定期参加京城清朝朝廷举行的蒙古60位活佛分期值班诵经。据《大清会典事例》载，云丹扎木苏被排为洞礼经第三班。云丹扎木苏圆寂后，经理藩院批准，允其转世。按藏传佛教仪轨，需请高僧测算寻访，用金奔巴瓶掣签，确认后方可住寺。云丹扎木苏圆寂后，其转世洛布桑普日来丹津被寻访到，于乾隆四十年（1775年）上奏大部（理藩院），请住妙因寺。乾隆四十四年（1779年）洛布桑普日来丹津因病圆寂之后，其转世洛布桑丹巴拉布杰被寻访到，于乾隆五十二年（1787年）上奏大部，请住原寺。乾隆五十七年（1792年），洛布桑丹巴拉布杰因病圆寂后，其转世玛尼扎布被寻访到，于嘉庆二十一年（1816年）上奏大部，用金奔巴瓶掣签确认，请住原寺。道光二十一年（1842年）赐予“沙布隆”转世玛尼扎布绿幔车。道光二十九年（1849年）玛尼扎布因病圆寂后，其转世耶希索德巴被寻访到，于咸丰十一年（1861）上奏大部，用金奔巴瓶掣签确认，请住原寺。光绪十二年（1886年）赐予“沙布隆”转世耶希索德巴绿幔车。光绪十三年（1887年）耶希索德巴因病圆寂后，其转世宝因达赖被寻访到，于光绪十九年（1893年）上奏大部，用金奔巴瓶掣签确认，请住原寺。到了宝音达赖这一代，共计已有六世转世活佛。前五代均曾朝拜清朝皇帝，加入洞礼经值班。宝音达赖当年22岁，属牛，于光绪三十二年（1906年）欲赴巴仁召（拉萨大召寺）学经深造，随即向大部申请告假六年，光绪三十三年（1907年）接到起程通知，前往巴仁召学经深造。因学经未归，故未参加朝拜清朝皇帝、洞礼经值班。直到民国二年（1913年）宝音达赖才学成返回妙因寺，于民国二十八年（1939年）圆寂，享年51岁。宝音达赖便是人们常说的妙因寺大佛爷。宝因达赖活佛圆寂之后，由于战乱等原因未能确认转世灵童，后来因土地改革和文化大革命的影响，始终未能确认新的转世活佛。21世纪初，前郭尔罗斯蒙古族自治县有关部门正在向上级申请恢复妙因寺活佛转世。
郭尔罗斯前旗历史上有六座藏传佛教寺庙，从清末到中华民国时期，由于列强入侵，土匪横行，国弱民贫，这些寺庙渐遭破坏，到解放初期基本毁坏。受土地改革和文化大革命等极左思潮影响，这些寺庙都未能延续下来。
前郭尔罗斯蒙古族自治县恢复重建妙因寺，于2000年7月10日获得吉林省人民政府批准。2001年4月，请来北京雍和宫拉西仁钦法师为重建妙因寺选址，法师到查干湖畔选址时，远眺敖包山如长龙横卧在查干湖畔，山上缭绕着蓝色仙气，遂认定此地乃“前有照，后有靠，聚财有余，吉祥安康”之宝地，确定该地为重建妙因寺新址。新址距离该寺原址1公里（妙因寺原址位于今妙因寺村，妙因寺在解放初期遭破坏，原址后来成为较大的村落妙因寺村）。
2001年5月30日（农历四月初八），拉西仁钦法师为妙因寺新址开光。同年6月9日，妙因寺重建奠基。开掘基础挖土之时，在地下6米处出土了猛犸象牙化石和连理古树化石。妙因寺建成后，猛犸象牙化石供奉于大雄宝殿的三世佛前，古树化石立在平安白塔前。2002年4月初，请来塔尔寺艺僧曲吉昂秀等20位艺人制作佛像，同年6月下旬完成了一期工程中的大雄宝殿的屋顶、墙壁彩绘，佛堂庙宇的装饰。2002年7月初，一期工程竣工，包括山门、钟鼓楼、天王殿、大雄宝殿、东西两侧僧房、院墙、平安白塔、一期绿化、彩绘、佛像等工程。2002年7月21日（农历六月十二日），举办恢复重建妙因寺开光庆典仪式。青海塔尔寺扎西活佛、北京雍和宫拉西仁钦法师、山西五台山罗睺寺满达法师，以及来自内蒙古科尔沁右翼前旗葛根庙、通辽吉祥密乘大乐林寺、辽宁阜新瑞应寺等处的藏传佛教的色乐扎布大师、哈日忽大师、郭福君等高僧，还有松原龙华寺方丈释明澈等人，都参加了开光法会。妙因寺住持格桑隆多致欢迎辞。
2002年7月一期工程完工开光之后，2004年3月二期工程开工，建设千佛殿、东西两侧偏殿、长寿塔、绿化；大雄宝殿、宝轮、佛像、法幢贴金。 2005年6月二期工程完工。2005年8月三期工程开工，建设二层僧房楼、龙王庙、斋堂、绿化、万佛殿（扩建千佛殿，建设9千佛龛）等，2006年6月三期工程完工。妙因寺自此成为科尔沁草原上最大的寺庙建筑群。
妙因寺每年举办的大型法会有：四月初八至十一日，玛尼大法会（玛尼法会），法会期间制作玛尼丸，玛尼会结束时分发给信众；六月初六，吉祥颂大法会；六月十五日，祈愿法会；七月十五日，祈愿法会；十月二十五日，千灯法会（燃灯节）。妙因寺还举办灌顶法会，不定期开展查玛舞会。

## 建筑
恢复重建后的妙因寺，内、外两院占地面积6万平方米，寺院周边绿化面积60万平方米，寺庙建筑总面积13000平方米。妙因寺依山傍水，坐北朝南，蒙汉藏结合式建筑风格。中轴线上依次建有山门、左右喇嘛医房和香火商铺房、左右钟楼鼓楼、天王殿、左右僧房、居士住宿斋堂、大雄宝殿、左右长寿平安白塔、古树化石供台、万佛殿、左右两偏殿。外院有一龙王庙。原来规划的五百罗汉殿、六世活佛灵塔等建筑待建。
- 山门：悬挂由蒙古文、满文、藏文、汉文四种文字刻成的“妙因寺”斗匾，山门两侧立有挂着经幡的嘛呢杆，山门前左右两侧各有一尊石狮。山门西侧立一石碑，记述妙因寺历史及重建经过。山门内，中央立一大型转经筒，两侧墙上挂着介绍妙因寺建寺年代、活佛转世、寺院历史等的文字说明。[2]
- 天王殿：天王殿前有十六级台阶，阶前立有一大香炉，殿上横匾书“法轮常转”，后书拉希仁钦大师赠言：“聚财有余、吉祥安康”。殿内供奉大肚弥勒佛，两侧四大天王。韦陀护法横杵立在弥勒佛背后，面朝北。[2]
  - 喇嘛医所：山门内东侧为喇嘛医所，是藏医和蒙医治病之所，有祖传藏药及蒙药。
  - 香火商铺房：山门内西侧有一出售香火以及佛事用品的商店。
  - 钟楼：天王殿左为钟楼。
  - 鼓楼：天王殿右为鼓楼。[2]
- 大雄宝殿：妙因寺的中心建筑，中央二层顶上立有贴金的二鹿听经，四周有苏鲁锭。殿前立一香塔，由长春居士捐献，此外还立有烧香火室及长炉。白色的花岗岩台基上有三层大殿，总高度19.99米。大殿前十九级台阶，象征“长久永恒”。殿下为宽敞的地下室。大雄宝殿主供三世佛金身，即过去佛（燃灯古佛）、现在佛（释迦牟尼佛）、未来佛（弥勒佛）。三世佛前有阿难、迦叶二尊者，旁边为观世音菩萨、文殊菩萨，两侧为十八罗汉。佛前供有重建妙因寺时出土的猛犸象牙化石以及一支清朝乾隆年间的印度香（北京雍和宫将收藏200多年仅有的四支中的一支赠送于此）。大殿中央设两排喇嘛诵经坐案，殿顶悬挂居士亲手制作的十条长筒式经幡。大殿一层四周墙壁绘有许多佛教壁画，包括藏传佛教密宗八大护法、八大菩萨及白度母、绿度母，由青海塔尔寺艺僧绘制。大殿二层，西侧供奉居士喜爱的一尊文殊菩萨，一尊阿弥陀佛；西北侧供奉西方三圣（阿弥陀佛、观世音菩萨、大势至菩萨）；东北侧供奉药师佛、黄财神。大殿三层供奉宗喀巴大师。殿内供奉的佛像全部贴金。[2]
  - 东、西僧房：大雄宝殿两侧建有僧房，3520平方米，用于寺管会办公室、住持佛室、起居室、喇嘛住房、诵经室，斋堂等。
  - 东、西厢房：东、西正面厢房均为一层建筑，局部有地下室。东侧内正房是二层楼，东侧外厢房是二层大小斋堂灶房，东侧内北正房是一层平房。另外还设有独立的锅炉房。[2]
- 万佛殿：最后一进大殿，也是该寺最高大的大殿。万佛殿是妙因寺恢复重建二期工程项目，殿内佛龛分两期建设。一期建设千佛殿，包括室内矗立的千手千眼观世音菩萨，背面的一千尊佛龛；二期规划建设九千尊佛龛，到2006年5月完工。万佛殿为藏汉结合式建筑，下面是平顶藏式大殿，前为6根红色明柱，上面为二层歇山式大屋顶重檐建筑，共三层，高24米，殿下是宽敞的地下室。大殿设两层白色台基，周围有白色仿汉白玉栏杆，转经道上有108个转经筒。大殿有27级台阶，通过一条甬道与大雄宝殿相连接。大殿采用白墙、红窗绿瓦，边玛墙为棕色，四周墙壁上嵌有39面铜镜。大殿面阔11间，进深11间，用36根红色方柱支撑。殿内三层一通至顶，殿内中央供奉贴金木雕千手千眼观世音菩萨，宽14米、高18.99米，建成时是中国东北殿内最高的立佛，也是中国三大殿内最高立佛之一。大殿内悬有两条20米长的筒式经幡，由多位居士用二年时间手工制成。千手千眼观世音菩萨后面为一千尊观音菩萨佛龛，为一期工程建设。二期工程建设的九千尊佛龛，分布在大殿其他三面，2006年5月完工后，同年6月从尼泊尔一次性请入九千尊观音菩萨像，陆续由信徒请入这些佛龛。二期工程开光后，该殿成为中国最大的万佛殿。[2]
  - 密宗殿、护法殿：位于万佛殿西侧。一层为密宗殿，2006年布置完毕；二层的护法殿也布置完毕。后来两殿开光。
  - 妙因寺图书馆、讲经堂：位于万佛殿东侧。一层规划为图书馆，起初布置了三尊佛像，后来又搜集布置了文物和图书；二层为讲经堂，是为信众讲经之所。[2]
- 平安白塔：位于妙因寺西侧，是经青海塔尔寺本巴活佛建议，为纪念妙因寺恢复重建而兴建。塔基为须弥座，为上下三层的叠涩层级；塔身由三层内收的层级及覆钵式塔瓶组成，前面有一个莲瓣形铜饰佛龛；塔刹为十三层，上面有铜质伞盖、日月明珠，外面挂有铜吊钟。塔基四周铺有一圈甬道，供僧人、信徒转经用。[2]
  - 硅化木：在平安白塔之前，立有寺院奠基时出土的一亿三千万年前的古树化石，称“硅化木”或称“天长地久石”。
- 伯彦敖包、额尔德尼敖包：前院有伯彦敖包，后院有额尔德尼敖包。妙因寺喇嘛在伯彦敖包上增加了不少刻有六字箴言的嘛呢石，所以又称玛尼堆。喇嘛们常在此敬献哈达及经幡，每年还举办敖包祭祀活动。[2]
- 长寿白塔：又称“尊胜佛母塔”，位于妙因寺东侧，是经北京雍和宫拉西仁钦法师提议而兴建。塔身全部以花岗岩制作，塔身雕有狮子、心咒、金刚杵、莲花瓣等图案，内装一套大藏经，塔瓶内供奉长寿佛像。塔基周围也铺有一圈甬道。平安白塔、长寿白塔融合了蒙、藏、汉风格，是典型的喇嘛寺塔。[2]
- 龙王庙：位于该寺东南隅，2007年6月10日开光。龙王庙主要根据当地民俗而兴建。殿内中央供奉龙王，左边为关公，右边为财神爷。龙王庙是汉式大屋檐回廊式建筑，面阔三间，外面以汉白玉柱相围，廊柱上共雕有纹龙118条。殿前台阶中间有一块宽2.5米、长2米的云龙浮雕。山门上以二龙戏珠图案为主，两侧为松鹤延年，彩绘生动。大殿内的财神爷是当年公明殿内供奉的，妙因寺重建时，公明殿被拆除，龙王庙建成后，财神爷便被迁至这里供奉。[2]